# 鄭文堂
鄭文堂（1958年11月6日—），台灣電影導演，出生于宜蘭，為台灣著名的獨立電影工作者。中國文化大學戲劇學系影劇組畢業，曾經加入綠色小組三個月，後來從事電影編導。電影曾榮獲「威尼斯影展影評人週最佳影片」「優良劇本」、「最佳台灣電影」及2010年台北電影節「最佳導演」等獎項，並入圍南特影展；2010年8月接任宜蘭縣政府文化局局長，於2013年3月31日離開宜蘭縣政府、重回影視圈。2024年與導演林志儒共同執導公視台語台、Netflix《鹽水大飯店》電視劇，在第59屆金鐘獎典禮上榮獲「迷你劇集（電視電影）導演獎」榮譽。

## 導演作品年表

### 電視劇
- 2001年 《文學風景：林宜澐、廖鴻基》（公視「文學風景」系列）
- 2003年 《寒夜續曲/荒村．孤燈》（公視連續劇）
- 2015年 《燦爛時光》（公視時代劇）
- 2019年 《鏡子森林》（民視旗鑑連續劇）
- 2024年 《鹽水大飯店》（公視時代劇）

### 迷你劇集/電視電影
- 1998年 《蘭陽溪少年》（公視單元劇）
- 1999年 《濁水溪的契約》（公視單元劇）
- 2000年 《浮華淡水》（公視單元劇）
- 2000年 《西蓮》（公視單元劇）
- 2001年 《瑪雅的彩虹》（公視單元劇）
- 2001年 《少年阿霸士》（公視單元劇）
- 2002年 《瓦旦的酒瓶》（公視單元劇）
- 2005年 《傷痕二二八》（公視單元劇）
- 2017年 《媽媽不見了》（民視迷你劇集）
- 2018年 《奇蹟的女兒》（公視迷你劇集）
- 2019年 《自由的向望－吹海風》（公視台語台單元劇）
- 2022年 《你的婚姻不是你的婚姻－尾號1314》（公視單元劇）

### 劇情長片
- 2002年 《夢幻部落》（35mm劇情長片）
- 2004年 《經過》（35mm劇情長片）
- 2006年 《深海》（35mm劇情長片）
- 2007年 《夏天的尾巴》
- 2009年 《眼淚》
- 2015年 《菜鳥》
- 2017年 《衝組》

### 劇情短片
- 1999年 《明信片》（16mm劇情短片）
- 2003年 《風中的小米田》（16mm劇情短片）
- 2008年 《兒子》（金穗三十紀念短片）
- 2011年 《10+10》中的〈老人與我〉(短片)

### 紀錄片
- 1987年 《在沒有政府的日子裡》（「綠色小組」時期紀錄片）
- 1987年 《用方向盤寫歷史》（「綠色小組」時期紀錄片）
- 1989年 《台灣魂》（「綠色小組」時期紀錄片）
- 2015年 《史明的迷霧叢林》（紀錄片）

## 編劇作品
- 1998年 《超級公民》
- 1998年 《蘭陽溪少年》
- 1999年 《濁水溪的契約》
- 1999年 《明信片》
- 2000年 《浮華淡水》
- 2001年 《少年阿霸士》
- 2002年 《瓦旦的酒瓶》
- 2002年 《夢幻部落》
- 2003年 《風中的小米田》
- 2004年 《經過》
- 2005年 《深海》
- 2015年 《燦爛時光》
- 2024年 《鹽水大飯店》

## 獎項
- 1996年 《詩人與阿德》獲選行政院八十六年度優良劇本
- 1999年 《明信片》獲第一屆台北電影節台北特別獎
- 1999年 《明信片》入圍第三十六屆金馬獎最佳創作短片
- 2000年 《明信片》獲第二十三屆金穗獎最佳劇情片
- 2000年 《濁水溪的契約》入圍第三十五屆電視金鐘獎最佳單元劇獎、最佳戲劇導播獎
- 2001年 《少年阿霸士》入圍第三十六屆電視金鐘獎最佳單元劇導演（導播）獎
- 2002年 《瓦旦的酒瓶》入圍第三十七屆電視金鐘獎最佳單元劇導演（導播）獎、編劇獎
- 2002年 《夢幻部落》獲得第五十九屆威尼斯影展國際影評人週獎及第三十九屆金馬獎年度最佳台灣電影
- 2003年 《風中的小米田》獲得第四十屆金馬獎最佳紀錄片、第五屆台北電影節最佳劇情片及第二十六屆金穗獎最佳劇情短片
- 2004年 《風中的小米田》獲第一屆台灣國際兒童電視影展台灣獎最佳影片
- 2004年 《經過》獲選第十七屆日本東京國際影展競賽單元
- 2004年 《經過》入圍第四十一屆金馬獎最佳原著劇本
- 2004年 《寒夜續曲：荒村．孤燈》入圍第三十九屆電視金鐘獎最佳戲劇節目獎
- 2006年 《深海》獲得第三十三屆布魯塞爾獨立國際影展GrandAward of All Categories獎
- 2010年 《眼淚》獲得台北電影節最佳導演
- 2016年 《燦爛時光》獲得金鐘獎戲劇節目編劇獎
- 2019年 《奇蹟的女兒》獲得第54屆金鐘獎迷你劇集獎
- 2024年 《鹽水大飯店》獲得第59屆金鐘獎迷你劇集／電視電影導演獎

## 家庭
女兒鄭宜農為臺灣獨立音樂家、作家、女演員，前女婿楊大正為滅火器樂團主唱（兩人於2016年1月底簽字離婚）。

## 外部連結
- 鄭文堂在互联网电影资料库（IMDb）上的資料（英文）
- 鄭文堂在香港影庫上的簡介
- 鄭文堂在豆瓣上的资料（简体中文）
- 鄭文堂在时光网上的簡介（简体中文）